# Dimăcheni (gmina)
Dimăcheni – gmina w Rumunii, w okręgu Botoszany. Obejmuje miejscowości Dimăcheni, Mateieni i Recia-Verbia. W 2011 roku liczyła 1413 mieszkańców.